# Fabero (kommunhuvudort)
Fabero är en kommunhuvudort i Spanien.   Den ligger i provinsen Provincia de León och regionen Kastilien och Leon, i den nordvästra delen av landet, 400 km nordväst om huvudstaden Madrid. Fabero ligger 700 meter över havet och antalet invånare är 5 150.
Terrängen runt Fabero är huvudsakligen kuperad. Fabero ligger nere i en dal. Runt Fabero är det ganska glesbefolkat, med 22 invånare per kvadratkilometer. Fabero är det största samhället i trakten. I omgivningarna runt Fabero växer i huvudsak barrskog.